# Marcel Azzola
Marcel Azzola (Párizs 20. kerülete vagy Ménilmontant, 1927. július 10. – Poissy, 2019. január 21.) francia tangóharmonikás. Marcel Azzola − mások mellett – fellépett Stan Getzzel és Jacques Brellel is. Brel Vésoul című dalában Azzolára utal, aki a dal felvételekor Brelt harmonikán kísérte.

## Pályafutása
Azzola először hegedülni tanult. Később harmonikázni tanult Paul Saive-nél és Attilio Bonhommitól, aztán az 1940-es években Médard Ferrerotól.
Tizenkétéves korában párizsi kávéházakban játszott. Az 1950-es években Yves Montandt, Barbarát, Georges Brassenst, Édith Piafot és Juliette Grécot kísérte.
Több éven át dolgozott együtt Jacques Brellel. Emellett 1953 óta számos tánczeneszámot vett lemezre: pasodoblét, tangót, bolerót, musettét, valamint sanzonokat és klasszikus zeneművek feldolgozásait is. Azzola idős korában a szakmát dzsesszzenészként folytatta, például Stéphane Grappelli, Christian Escoudé, Dany Doriz és Toots Thielemans partnere volt. Triót alakított Patrice Caratinivel és Marc Fossettel, dolgozott Richard Gallianoval, felvételeket készített Stéphane Belmondoval és Lina Bossattival. Dolgozott Florin Niculescuval és Jacques Vidallal, valamint Marc Perrone és Marcel Loeffler harmonikásokkal is.

## Albumok
- Ball Musette (1959)
- Gipsy Waltz (1989)
- L' Accordeoniste: Homage to Édith Piaf (1995)
- Et Ca Tournait: Anthologie du Musette (2000)
- Jazzola (2002)
- Le Meilleurs (2002)
- 3 Temps Pour Bien Faire (2005)
- Adios Muchachos (Intense, 2006)
- Les Grands Standards, Vol. 1 (2006)
- Les Grands Standards, Vol. 2 (2006)
- Musique a La Mode (2007)
- Vignola Reunion Trio (1999)
- Accordeon Seduction (2010)
- La Cumparsita (2012)
- Les Archives de l'Accordéon (2010)
- Vive le Musette (2013)

### Stan Getz-el
- Mort d'un Pourri (1977)

## Díjak
- Ordre des Arts et des Lettres

## Filmek
- Marcel Azzola az IMDb-n

## Fordítás
- Ez a szócikk részben vagy egészben  a   Marcel Azzola című német Wikipédia-szócikk ezen változatának fordításán alapul.  Az eredeti cikk szerkesztőit annak laptörténete sorolja fel. Ez a jelzés csupán a megfogalmazás eredetét és a szerzői jogokat jelzi, nem szolgál a cikkben szereplő információk forrásmegjelöléseként.